# Pöllauer Bach
Der Pöllauer Bach ist ein rechter Zufluss der Olsa auf dem Gemeindegebiet von Sankt Marein bei Neumarkt in der Steiermark.

## Geographie

### Pöllauer Ursprung

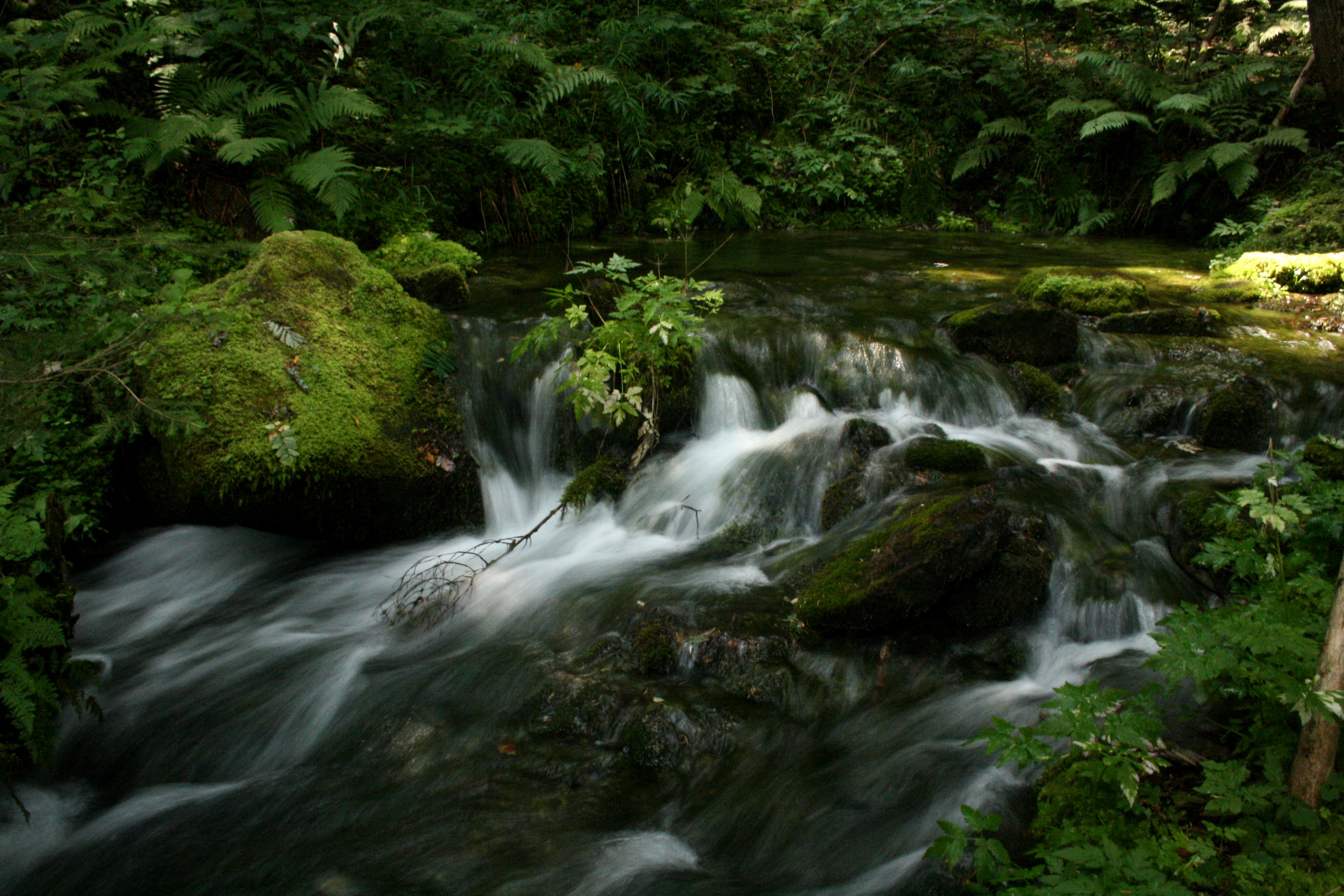
Der Pöllauer Ursprung

Der Pöllauer Ursprung, auch Pöllauer Ursprungquelle genannt, ist eine Karstquelle im Grebenzen-Kalkstock. Sie befindet sich im Wald am Rande des Dorfes Pöllau und ist unterirdisch mit dem nordwestlich liegenden Zeutschacher Ursprung verbunden. Beide Quellen teilen sich ein gemeinsames Einzugsgebiet von etwa 16 km². Unterhalb des Pöllauer Ursprungs wurde bis ins Jahr 1816 ein Hochofen mit einem Wasserrad betrieben. Der Quellbereich des Pöllauer Ursprungs ist mit einem Holzgeländer umzäunt. Die Karstquelle schüttet 50–160 l/s.

### Verlauf
Der Pöllauer Bach fließt nach seiner Quelle Richtung Osten durch Pöllau. Nördlich von Wildbad Einöd mündet er nach etwa 3,5 km an der Friesacher Straße in die Olsa.

### Zuflüsse
- Wasserwinkelbach (rechts)
- Steinerbachl (links)